# الساندرو دوتاویو
الساندرو دوتاویو (انگلیسی: Alessandro D'Ottavio; ۲۷ اوت ۱۹۲۷ – ۲۵ دسامبر ۱۹۸۸) بوکسور اهل ایتالیا بود.